# Милан Вилотич
Милан Вилотич (серб. Milan Vilotić, нар. 21 жовтня 1986, Белград) — сербський футболіст, захисник клубу «Грассгоппер».
Виступав, зокрема, за клуби «Чукарички» та «Црвена Звезда», а також національну збірну Сербії.

## Клубна кар'єра
У дорослому футболі дебютував 2004 року виступами за команду клубу «Чукарички», в якій провів п'ять сезонів, взявши участь у 80 матчах чемпіонату. У 2006 році віддавався в оренду аматорській белградській команді «Локомотива».

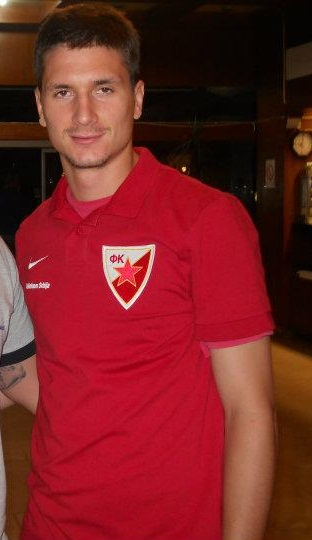
Милан Вилотич під час виступів за «Црвену Звезду».

Влітку 2009 року уклав трирічний контракт з клубом «Црвена Звезда», вигравши в першому ж сезоні національний кубок. Проте у наступному сезоні через хворобу був змушений тимчасово піти з футболу. У серпні 2010 року після медичного обстеження лікарі виявили у Милана рак правої лопатки, що загрожувало його футбольній кар'єрі і навіть життю. Милан був терміново відправлений до клініки в Болоньї, де йому зробили операцію з видалення пухлини. Після курсу реабілітації у січні 2011 року лікарі дозволили йому повернутися в спорт. Після повернення у футбол Вилотич провів ще кілька матчів у складі червоно-білих і навіть став володарем Кубка Сербії. Проте в кінці сезону Вилотич був відсторонений від тренувань з основним складом.
Влітку 2012 року Милан в статусі вільного агента переїхав в швейцарський «Грассгоппер». У першому сезоні в Швейцарії Вилотич став володарем срібних медалей чемпіонату, а також переміг у Кубку Швейцарії.
У січні 2014 року перед самим закриттям трансферного вікна Вилотич перейшов за 2 млн євро до складу «Янг Бойза». Загалом за три роки встиг відіграти за бернську команду 56 матчів в національному чемпіонаті, забивши 7 м'ячів, після чого у лютому 2017 року повернувся в «Грассгоппер».

## Виступи за збірну
Викликався у молодіжну збірну Сербії, разом з якою був учасником чемпіонату Європи 2009 року у Швеції, на якому серби не змогли вийти з групи.
У квітні 2010 року викликався Радомиром Античем у національну збірну Сербії на матч проти Японії, але через проблеми зі шлунком так і не зіграв. У збірній Сербії дебютував у поєдинку проти Австралії в 2011 році. У тому ж році Милан зіграв ще у двох товариських матчах проти збірних Росії і Гондурасу, після чого за національну команду більше не грав.

## Титули і досягнення
- Володар Кубка Сербії (2):

«Црвена Звезда»: 2009–10, 2011–12
- Володар Кубка Швейцарії (1):

«Грассгоппер»: 2012–13